# Natalie Morales
Natalie Leticia Morales (Taipéi, 6 de junio de 1972) es una periodista estadounidense. Actualmente es presentadora del programa The Talk de CBS Daytime.

## Biografía
Morales nació en Taipéi, Taiwán, de una madre brasileña (Penelope), y padre puertorriqueño, el teniente coronel (Mario Morales Jr). Habla español y portugués, y pasó los primeros dieciocho años de su vida viviendo en el extranjero en Panamá, Brasil y España.

## Carrera
Morales era una corresponsal de MSNBC en el período 2002-2006. Ella cubrió una serie de noticias importantes como la elección presidencial de 2004, los Juegos Olímpicos 2004 en Atenas, Grecia, el abuso de prisioneros iraquíes, la Operación Libertad Iraquí, el transbordador espacial Columbia, el Apagón del Noreste de 2003, los ataques de francotirador de Beltway, y la investigación y el juicio de Scott Peterson. Además, fue nombrada en la revista Hispanic Magazine Trendsetters superior de 2003. Morales fue nombrada copresentadora de la tercera hora de la presentación en marzo de 2008. Fue anunciado el 9 de mayo de 2011 que Natalie permanentemente reemplazara a Ann Curry como presentadora de noticias de «Hoy» como Ann Curry había sido seleccionada para reemplazar a Meredith Vieira como Matt Lauer coanfitrión. Ambos reemplazos se produjeron en junio de 2011. Antes de unirse a MSNBC, Morales se desempeñó como presentadora de fin de semana / periodista y copresentadora de la mañana en WVIT-TV en Hartford, Connecticut, donde se informó sobre los tiroteos en Columbine, el huracán Floyd, la elección presidencial de 2000, y el 11 de septiembre de 2001. Ella también co-organizó e informó para Emmy documental nominado, «Save Our Sound», una producción conjunta con WNBC en la preservación de Long Island Sound.
Comenzó su carrera en el aire en Noticias 12 - El Bronx como la presentadora de la primera mañana. También se desempeñó como operadora de cámara, editora y productora de la red. En 1999, fue votada como una de las 50 latinas más influyentes por su cobertura de noticias y los informes del diario hispano El Diario La Prensa. Anteriormente, Morales pasó dos años trabajando tras bambalinas en Court TV. Morales tiene una licenciatura en Artes en la Universidad Rutgers con especialización doble en Periodismo y América Latina. Fue miembro de Phi Beta Kappa y se graduó en summa cum laude. Después de la universidad, trabajó en el Chase Bank en Nueva York antes de continuar su carrera de periodismo. En 2007, recibió el premio "Latina Pionera en los medios de comunicación" premio en manos de Catalina la revista y la Asociación Nacional de Líderes Latinas. People en Español la nombró como una de sus más de cincuenta personas Hermosas para el año 2007. Entró en el número 1. Aparte de su labor periodística, Morales fue la copresentadora de la cobertura de NBC de los Macy. Ella aparece en la NBC The Marriage Ref, como la correctora hecho, y fue presentadora de Miss USA 2010 en el Planet Hollywood Resort and Casino, de Miss Universo 2010 en el Mandalay Bay Resort and Casino, Miss Universo 2011 en el Credicard Hall de Sao Paulo, Brasil y del Miss Universo 2014 en el Arena de la Universidad Internacional de Florida, Miami, Estados Unidos.

## Vida personal
Morales se casó con Joe Rhodes el 22 de agosto de 1998. Tienen dos hijos, Joseph Stockton «Josh» Rhodes y Luke Hudson Rhodes, y reside en Hoboken, Nueva Jersey. Ella tomó una licencia de maternidad de cuatro meses entre septiembre y diciembre de 2008 con el fin de dar a luz a su segundo hijo, que nació el 9 de septiembre de 2008. Ella es una ávida corredora, después de haber competido en cinco maratones, incluyendo tres maratones de la ciudad de Nueva York. Recientemente, Morales comenzó a participar y competir en triatlones también.
Natalie Morales ha sido destacada en un artículo de larga duración y también en la portada de octubre de 2010 de la Triathlete Magazine.